# Паникинский сельсовет
Пани́кинский сельсовет — муниципальное образование со статусом сельского поселения в Медвенском районе Курской области Российской Федерации.
Административный центр — село Паники.

## История
Статус и границы сельсовета установлены Законом Курской области от 21 октября 2004 года № 48-ЗКО «О муниципальных образованиях Курской области».

## Население
| 2002  | 2010  | 2012  | 2013  | 2014  | 2015  | 2016  |
| ----- | ----- | ----- | ----- | ----- | ----- | ----- |
| 1663  | ↘1189 | ↗1214 | ↗1215 | ↗1219 | ↗1243 | ↗1263 |
| 2017  | 2018  | 2019  | 2020  | 2021  |       |       |
| ↗1319 | ↗1331 | ↗1333 | ↘1298 | ↘1176 |       |       |

## Состав сельского поселения
| № | Населённый пункт | Тип населённого пункта       | Население |
| - | ---------------- | ---------------------------- | --------- |
| 1 | Драчевка         | село                         | ↘332      |
| 2 | Красный Кут      | хутор                        | ↗16       |
| 3 | Паники           | село, административный центр | ↘841      |